# Tocqueville-les-Murs
Tocqueville-les-Murs é uma comuna francesa na região administrativa da Normandia, no departamento de Sena Marítimo. Estende-se por uma área de 3,48 km². Em 2010 a comuna tinha 284 habitantes (densidade: 81,6 hab./km²).